# Punta Delgada (Chili)
Pour les articles homonymes, voir Punta Delgada.
Punta Delgada est une petite localité située à l'extrémité sud du Chili, à proximité de la frontière avec l'Argentine, sur la Ruta CH-255 (es) qui relie Punta Arenas à Río Gallegos. Il s'agit du principal lieu de peuplement et du chef-lieu administratif de la commune de San Gregorio dans la province de Magallanes.

## Transports
Un terminal de ferries est situé à proximité, au niveau de la Primera Angostura, permettant aux Pionero de traverser le détroit de Magellan et de rejoindre la grande île de la Terre de Feu.

## Patrimoine
Le parc national Pali Aike se trouve à 18 km au nord de la localité